# Contes populaires norvégiens
Les Contes populaires norvégiens (norvégien : Norske Folkeeventyr) est un recueil de contes et légendes norvégiens réalisé par Peter Christen Asbjørnsen et Jørgen Moe. Il est aussi connu sous le nom de Asbjørnsen et Moe.

## Publication
La première édition date de 1841. Quant à la première édition illustrée, elle date de 1879 avec des artistes tels que Peter Nicolai Arbo, Hans Fredrik Gude, Vincent Stoltenberg Lerche (no), Eilif Peterssen, August Schneider (en), Otto Sinding, Adolph Tidemand et Erik Werenskiold. Dans les éditions ultérieures, Erik Werenskiold et Theodor Kittelsen devinrent les principaux contributeurs. 

## Les contes
- Boots and the Troll (en)
- Gertrude's Bird (en)
- Fugl Dam (no)
- Prinsessen som ingen kunne målbinde (no)
- Boots Who Ate a Match with the Troll (en)
- The Lassie and Her Godmother (en)
- The Three Princesses of Whiteland (en)
- Not a Pin to Choose Between Them (en)
- The Three Aunts (en)
- Manddatteren og Kjærringdatteren (no)
- Why the Bear Is Stumpy-Tailed (en)
- Gudbrand on the Hill-side (en)
- Katie Woodencloak (en)
- Shortshanks (en)
- Doll i' the Grass (en)
- Le Château de Soria Moria
- Lord Peter (fairy tale) (en)
- Little Annie the Goose-Girl (en)
- The Seven Foals (en)
- The Twelve Wild Ducks (en)
- Le Maître-voleur
- The Old Dame and her Hen (en)
- The Giant Who Had No Heart in His Body (en)
- Grimsborken
- À l'est du soleil et à l'ouest de la lune
- Ours-roi Valemon

## Galerie
Illustrations de Theodor Kittelsen

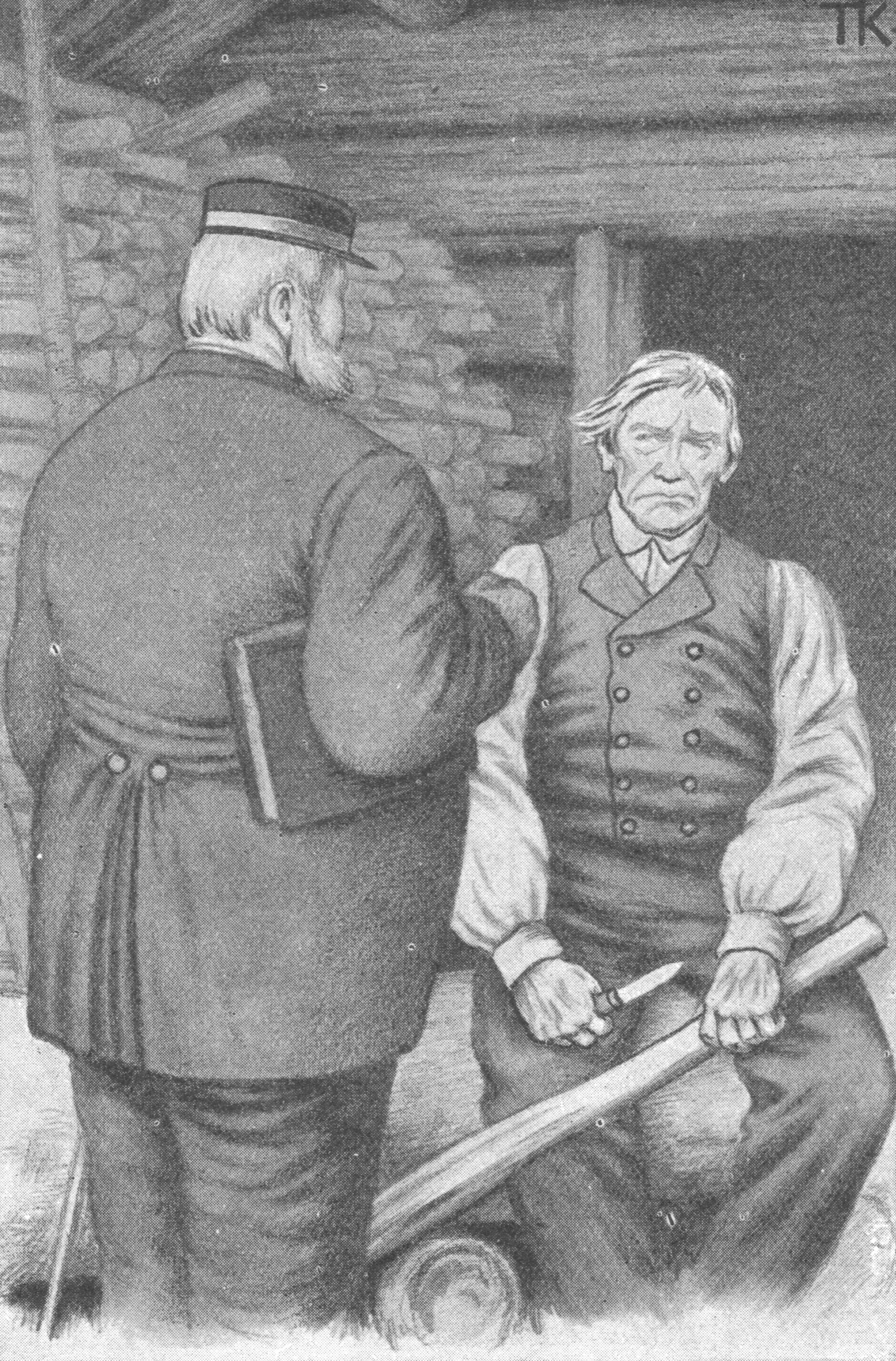
"Good Day, Fellow!" "Axe Handle!" (en)
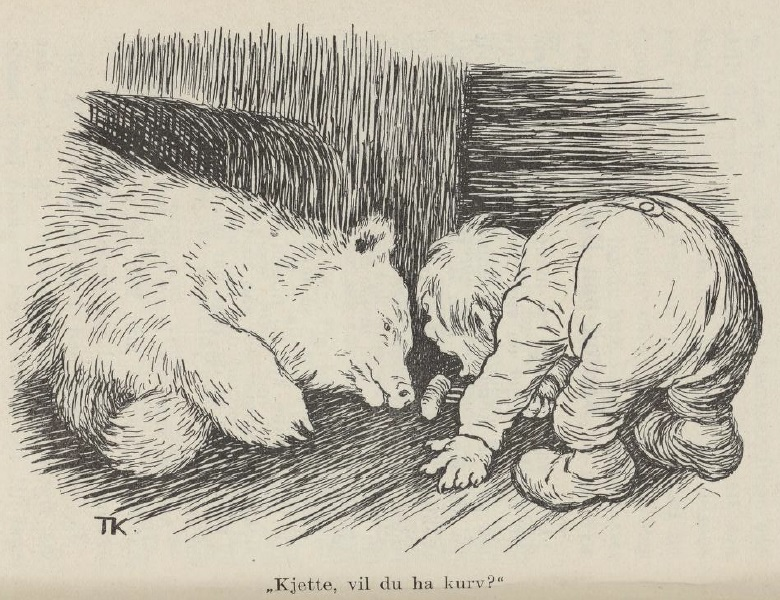
The Cat on the Dovrefjell (en)
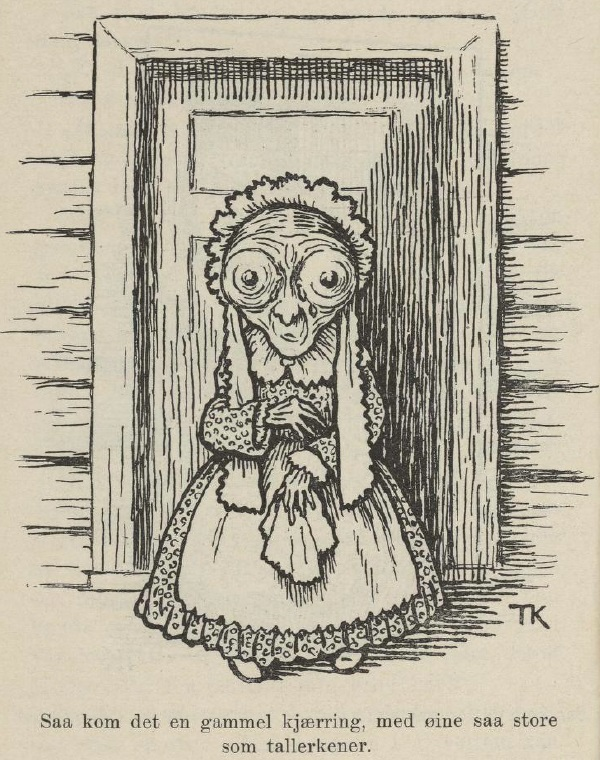
The Three Aunts (en)
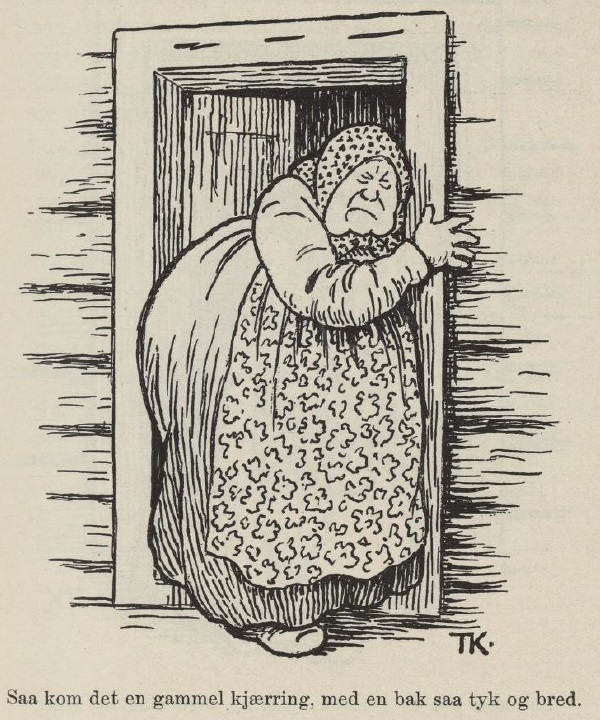
The Three Aunts (en)
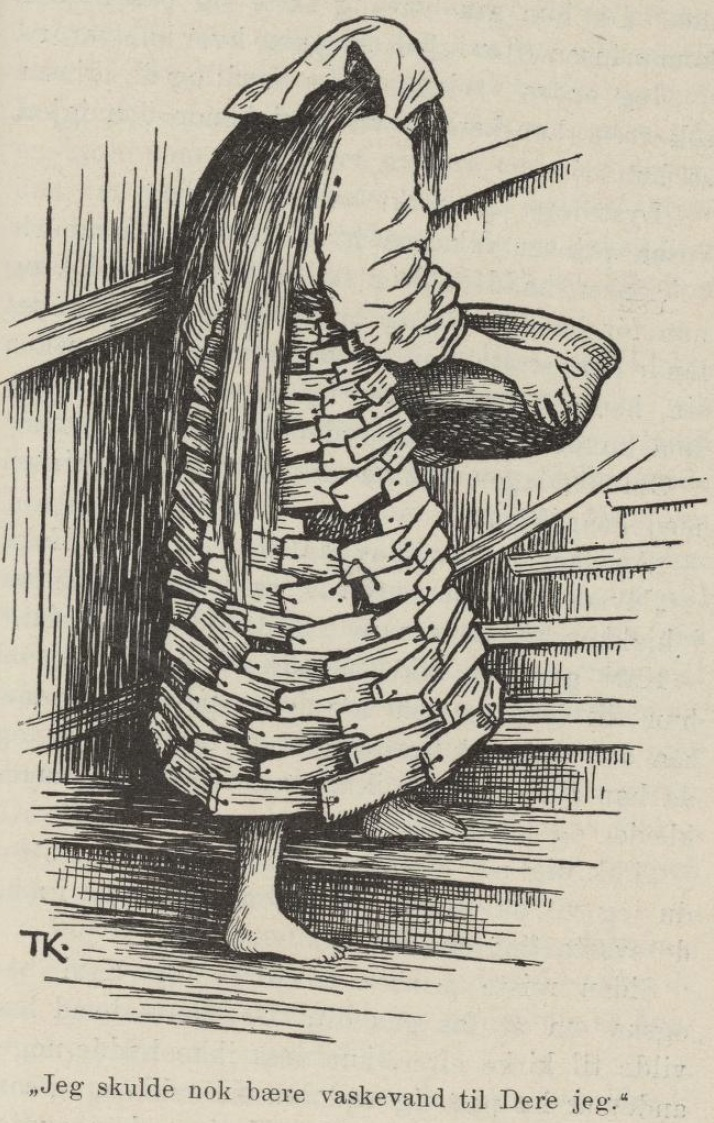
Katie Woodencloak (en)
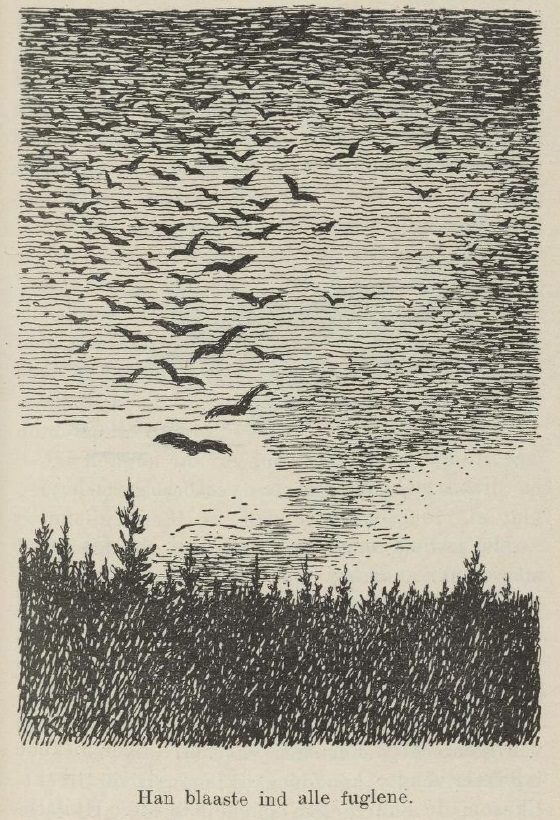
De tre prinsesser i Hvittenland
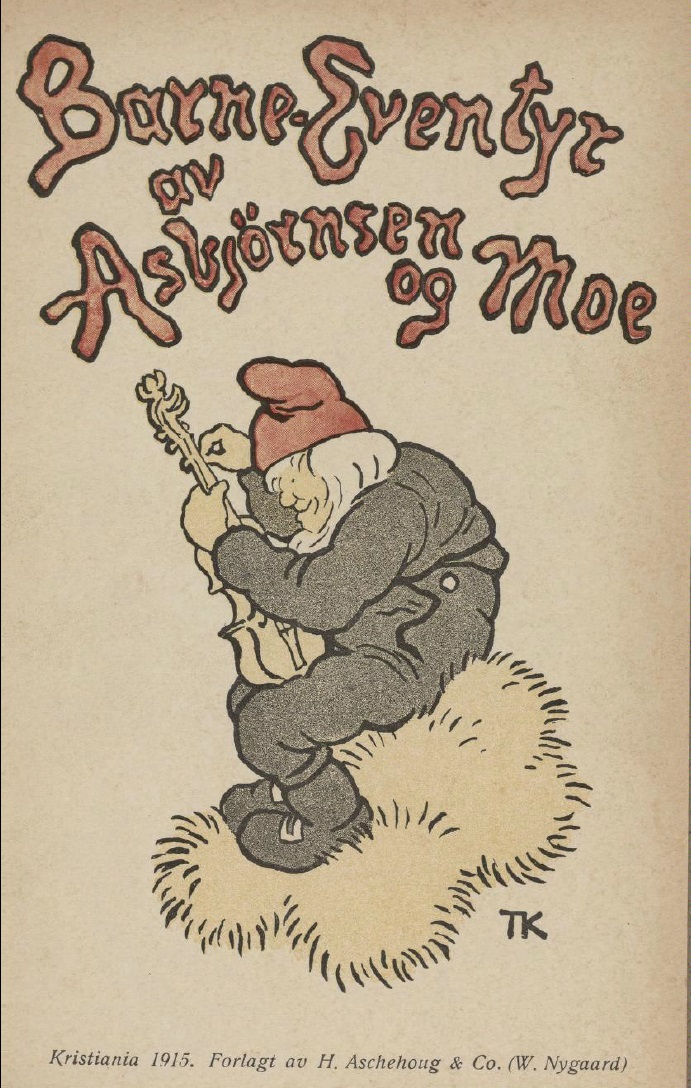
Barne-eventyr
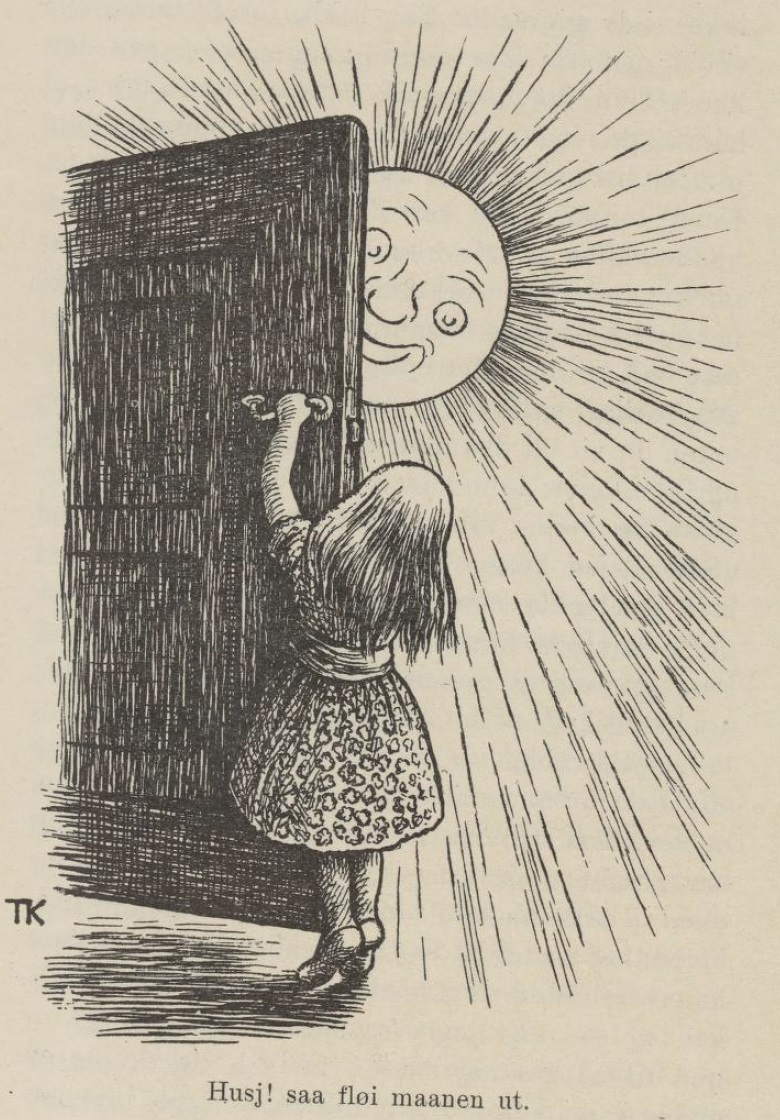
Jomfru Maria som gudmor
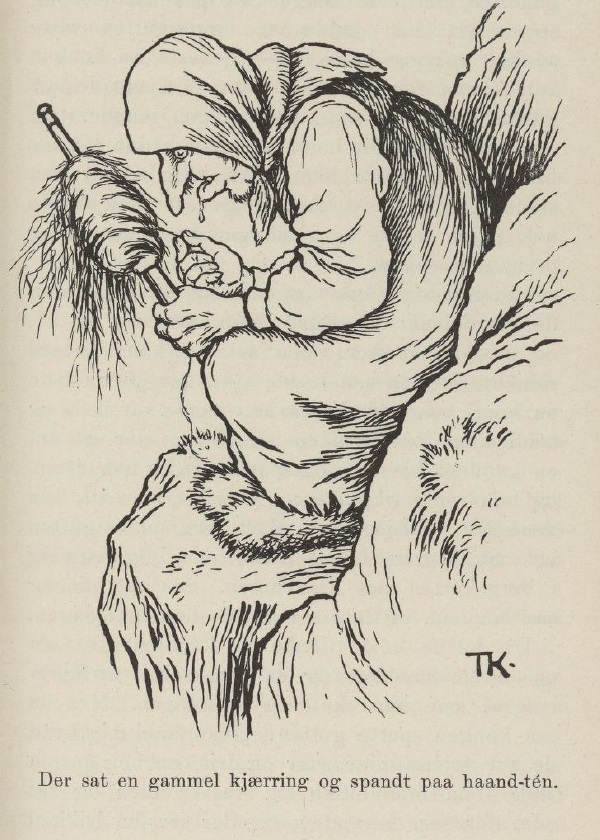
* The Seven Foals (en)
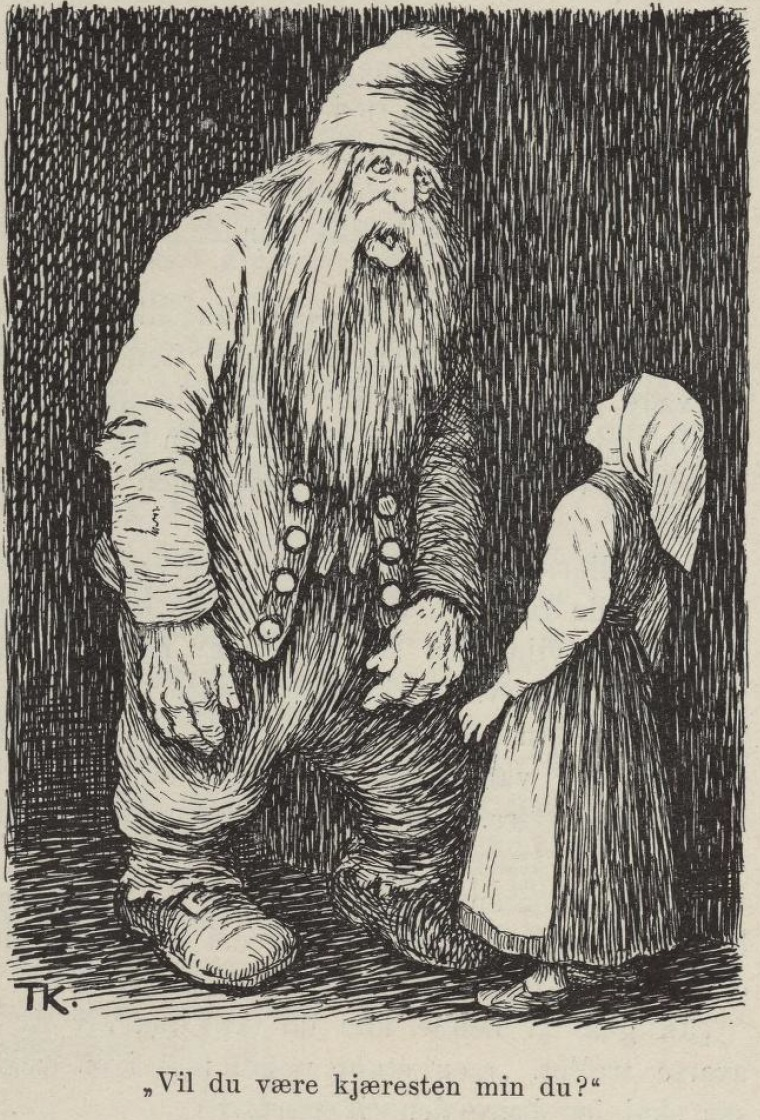
The Old Dame and her Hen (en)